# 비문증
비문증(飛蚊症, 영어: floaters 플로터스[*], 의학: myodesopsia)은 안구의 유리체 속에 떠다니는 운동성 부유물로 인해 눈앞에 무언가 떠다니는 것처럼 보이는 현상이다. 날파리증이라 불리기도 한다. 부유물들이 보이는 까닭은 그림자가 망막에 가려지거나 이들을 통과하는 빛의 굴절 때문이며 시야에 하나 또한 여러 개가 한꺼번에 나타날 수 있다. 관찰자의 눈 앞에 느리게 떠다니는 부유물은 점, 실, 조각, 거미줄처럼 나타난다. 이러한 부유물들이 눈 안에 실제 존재하므로 이들은 착시가 아닌 내시 현상으로 간주된다.

## 증상
비문증은 눈을 채우고 있는 두꺼운 유동체인 유리체의 변화에 기인한다. 유리체는 눈을 대부분 채우고 있는 투명한 겔 같은 물질이다. 수정체 뒤의 유리체방에 위치해 있으며 안구의 4대 광학 요소 가운데 하나이다. 그러므로 부유물들은 눈의 빠른 움직임을 따라가지만 유동체 안에서는 느리게 떠다닌다. 처음에 이를 눈치를 챌 경우 자연스러운 반응은 이들을 직접 쳐다보려고 시도하는 것이다. 그러나 부유물들이 눈의 움직임을 따라가기 때문에 이들에 시선을 이동하려고 시도하는 것은 어려우며 시선 방향의 측면에 남게 된다. 부유물들은 실제로 눈 안에 완전하게 고정된 채 있지 않기 때문에 보인다. 눈의 혈관이 빛을 방해하기도 하지만, 이들은 일반적인 환경에서는 보이지 않는데 혈관 위치가 망막에 상대적으로 고정되어 있고 뇌가 신경 감각적응으로 인해 안정화된 영상을 무시해버리기 때문이다. 이러한 안정화는 부유물들에 의해 방해를 받기도 하는데 특히 이들이 눈에 보일 때 그러하다. 사람에 따라 벌레가 기어다니는 느낌이 들 수도 있다.
부유물들은 푸른 하늘과 같은 개방된 단색 공간이나 비어있는 표면을 응시할 때 특히 눈에 잘 띈다. 비문증을 영어로는 floater라고 하는데, 이는 "부유물"을 가리키며 이러한 이름에도 불구하고 실제로 이들 다수는 안구의 아래에 가라앉는 경향이 있다.
부유물들은 특히 변화가 없으며 일상 시야에 지속적으로 나타난다. 이 증세는 드물지 않으며 대부분의 사람들에게는 심각한 문제를 일으키지는 않는다. 2002년 검안사 조사에 따르면 영국에서 1개월에 평균 14명의 환자들이 부유물 증상을 이야기하였다. 그러나 부유물들은 심각한 증세를 겪는 사람들에게 성가심과 집중 방해를 받을 수 있으며 특히 점들이 시야를 꾸준히 떠돌아다니는 것처럼 보일 때 그러하다.

## 원인
비문증이 나타나는 원인은 다양하다. 간단히 말해 물질이  유리체로 들어올 정도로 눈에 위해가 가해진 경우 부유물들을 초래할 수 있다. 부유물들은 망막 박리로 인한 것일 수도 있으나 대부분의 경우 노화나 고도근시에 의한 유리체의 자연스런 변화에 의한 것이다.

## 진단
안과의사는 검안경이나 세극등을 사용하여 부유물들을 쉽게 관찰할 수 있다. 그러나 부유물이 망막 가까이에 있으면 당사자에게는 크게 보이더라도 관찰자에게는 보이지 않을 수도 있다. 지금으로서는 기술이 없다.

## 치료
심각한 비문증 환자를 위한 치료 방법이 존재하지만, 치료를 위해 인공 눈물을 포함한 약리적 치료 방법은 존재하지 않는다. 부유물들은 자연스러운 노화 과정에 의해 발생하기도 하고 뇌가 이들을 무시하도록 학습하면 일반적으로 보이지 않을 수도 있다. 야그 레이저를 이용하는 방법이 각광받고는 있으나 백내장 등의 부작용 우려로 잘 시행하지 않으며 유리체절제술 또한 심각한 부작용 우려로 대부분의 병원에서는 잘 시행하지 않는다.
- 유리체 절제술
- Vitreolysis (레이저)
- Vitreolysis (약 주입)

## 같이 보기
- 블루 필드 내시 현상
- 안내섬광